# Nelson Mandela Libre
Nelson Mandela Libre (en inglés: Nelson Mandela Free) es una escultura en Atlanta, en Georgia, Estados Unidos, creada por David Hammons en 1987. Alternativamente conocida como un monumento, la pieza fue creada originalmente como una declaración exigiendo la liberación del activista sudafricano encarcelado Nelson Mandela. El título oficial es "Nelson Mandela debe ser libres para conducir a su pueblo y Sudáfrica a la Paz y la Prosperidad". Sin embargo, se le llama con más frecuencia simplemente "Nelson Mandela Free", porque esas palabras están grabadas en la cara de la roca de granito que esta e la parte inferior de la escultura. La parte superior es de unos 12 pies de altura cerca de las barras de hierro que irradian la roca y esta coronada por alambre de púas. En la valla esta una puerta de trabajo, que fue cerrada con candado mientras Mandela estuvo encarcelado. Después de la liberación de Mandela en 1990, el candado se abre con una llave que quedó a funcionarios de la ciudad de Atlanta, entregada por el artista.